# Sant Salvador de Sant Just Joval
|  | «Sant Just de Joval» redirigeix aquí. Vegeu-ne altres significats a «Sant Just i Joval». |

Sant Just de Joval, o Sant Salvador de Sant Just Joval, és una església romànica del municipi d'Olius (Solsonès) protegida com a bé cultural d'interès local.

## Descripció
Església d'una nau i un absis rodó. La nau coberta amb volta de canó. Un arc toral i un preabsidial, tots dos de mig punt. La porta està al costat nord, d'arc de mig punt adovellat i resseguit per un altre de pedres rectangulars. Hi ha quatre finestres a la nau, dues d'esqueixades i arc de mig punt adovellat. Al frontis hi a una finestra de mig punt a l'interior i geminada a l'exterior. La columna que la migparteix és cilíndrica fins al collarí i quadrangular per damunt d'ell. Capitell trapezoïdal sense decoració que sosté un bloc rectangular on s'uneixen els dos arcs de mig punt. El tipus de construcció és un parament de pedres de diferents mides tallades a cops de maceta en filades. Té una escala exterior adossada al mur per pujar al campanar (posterior).
Sarcòfag romànic de pedra, format per la caixa i la tapa, de forma trapezoïdal. Té 85 cm de llargada, 60 cm d'amplada i 55 d'alçada. La tapa, sense decoració, triangular, amb els tres vèrtex a bisell de 5 cm. La caixa presenta una decoració central amb una creu dins un cercle, molt semblant al motiu decoratiu del sarcòfag de l'església de Santes Creus, també al Solsonès. Respon a la tipologia de sarcòfags d'albats. Es troba adossat al mur de tramuntana exterior de l'església de Sant Just.

## Història
L'acta de l'església de Sant Esteve d'Olius, any 1079, dona ja notícia d'aquesta església de Sant Just de Joval. El bisbe d'Urgell la donà a la parròquia d'Olius, o a la seva jurisdicció. El 1792 era titulada Sant Salvador de Sant Just, sufragània d'Olius. En la comptabilitat s'hi troba que durant els anys 1749 a 1791 foren els administradors en Celdoni Ferrer i abans el seu pare. La nota d'entrades que donà Celdoni fou de 898 lliures i les despeses pujaren 864 lliures durant aquests quaranta-dos anys. En aquest temps es feren les obres que desfiguraren una mica els trets romànics de l'església, un d'ells és l'escala adossada per pujar al campanar.